# Lycodes pallidus
Lycodes pallidus és una espècie de peix de la família dels zoàrcids i de l'ordre dels perciformes.

## Morfologia
- Els mascles poden assolir 26 cm de longitud total.
- Nombre de vèrtebres: 90-93.
- Aletes pèlviques petites.[4][5]

## Alimentació
Menja bivalves i crustacis petits, poliquets i detritus.

## Subespècies
- Lycodes pallidus marisalbi (només a la Mar Blanca).[6]

## Hàbitat
És un peix marí, de clima polar i demersal que viu entre 19-1.750 m de fondària.

## Distribució geogràfica
Es troba a Alaska, el Canadà, Groenlàndia, Islàndia, Noruega (incloent-hi Svalbard) i Rússia.

## Costums
És bentònic.

## Observacions
És inofensiu per als humans.